# Mahavishnu Orchestra
Het Mahavishnu Orchestra was een fusion- en jazzrockgroep die actief was van 1971–1976 en 1984–1987. Leider van de band was gitarist "Mahavishnu" John McLaughlin en de leden van het eerste uur waren Billy Cobham (drums), Rick Laird (basgitaar), Jan Hammer (toetsen) en Jerry Goodman (viool).
De bekendste albums zijn waarschijnlijk The Inner Mounting Flame (1971) en Birds Of Fire (1973).
De muzikale stijl van de band is moeilijk te omschrijven, zeker omdat jazz en rock aan het begin van de jaren zeventig als totaal verschillende muziekstijlen werden beschouwd en er bovendien Indiase invloeden waren. De band was een van de eerste waarvoor het woord jazzrock werd gebruikt.
Vrijwel alle nummers waren instrumentaal en werden gekenmerkt door de virtuoze en complexe gitaarstijl van McLaughlin, maar ook de andere bandleden kregen de ruimte hun niet geringe talent ten gehore te brengen. Dit kwam voornamelijk naar voren door het veelvuldig gebruik van vreemde maatsoorten, zoals bijvoorbeeld in de nummers The Dance of Maya (20/8), Birds of Fire (9/8) en Celestial Terrestrial Commuters (19/16).
In 1973 stopte de oorspronkelijke bezetting ermee, maar de band maakte een doorstart met naast McLaughlin Jean-Luc Ponty op viool, Gayle Moran op toetsen, Ralphe Armstrong op bas en Narada Michael Walden op percussie. Van deze bezetting was  Visions Of The Emerald Beyond het meest succesvolle album.
In de jaren tachtig werd de groep door McLauglin opnieuw opgericht met andere leden, Bill Evans op saxofoon, Jonas Hellborg op bas, Mitchel Forman op toetsen en het originele bandlid Billy Cobham op drums. Met deze bezetting werden twee albums uitgebracht. Het geluid van deze reïncarnatie was beduidend anders dan de originele formatie, mede door het veelvuldig gebruik van de Synclavier door McLauglin.
In 1999 werd verloren gewaand studiomateriaal uit 1973 alsnog uitgebracht onder de naam The Lost Trident Sessions. Drie van deze nummers waren reeds bekend van het eveneens uit 1973 daterende livealbum Between Nothingness and Eternity.
Materiaal van de groep is verwerkt in de #1-hit Unfinished Sympathy van Massive Attack.

## Albums
- The Inner Mounting Flame (1971)
- Birds of Fire (1973)
- Between Nothingness And Eternity (1973) [Live]
- Love Devotion Surrender met Carlos Santana [ 1973 ]
- Apocalypse (1974)
- Visions Of The Emerald Beyond (1975)
- Inner Worlds (1976)
- Mahavishnu (1984)
- Adventures in Radioland (1987)
- The Lost Trident Sessions (1999)